# Marysia (singel)
Marysia – singel warszawskiej grupy Kult wydany 7 września 2009 roku przez wytwórnię S.P. Records, a nagrany w „Słabe studio SP” oraz „Oddalenie Producao Mixagem”. Singel promuje album Hurra!.

## Lista utworów
1. „Marysia”
2. „Marysia (wersja instrumentalna)”
3. „Marysia (same głosy zewsząd)”
4. „Chodźcie chłopaki”
5. „Mój dom pali się”

- słowa: Kazik Staszewski
- muzyka: Kult
- skład:
Janusz Grudziński – organy, instrumenty klawiszowe
Tomasz Goehs – perkusja
Tomasz Glazik – saksofony
Wojciech Jabłoński – gitary, banjo, instrumenty perkusyjne
Piotr Morawiec – gitary
Kazik Staszewski – głos
Jarosław Ważny – puzon
Ireneusz Wereński – gitara basowa
Janusz Zdunek – trąbka